# Jabril Cox
Jabril Cox (Kansas City, Misuri, 16 de abril de 1998) es un jugador profesional estadounidense de fútbol americano que se desempeña en la posición de linebacker en Washington Commanders, equipo de la National Football League (NFL).

## Carrera
Fue seleccionado en la cuarta ronda en la Reunión Anual de Selección de Jugadores de la NFL de 2021. Hizo su debut profesional con el equipo Dallas Cowboys, en el cual jugó tres temporadas (2021-2023), luego pasó a Washington Commanders, donde lleva jugando una temporada.